# Шпиндлер, Марлен Павлович
Марлен Павлович Шпиндлер (15 марта 1931, Каракол, Киргизская АССР — 18 мая 2003, Красково, Московская область) — советский и российский художник-нонконформист второй половины XX века, работавший в манере, близкой к абстрактному экспрессионизму.

## Биография
Художник большую часть жизни жил и творил в Москве и ближнем Подмосковье, в пос. Красково, расположенном на реке Пехорке, в 11 км от МКАД.

Когда я пишу картину, я стараюсь быть спонтанным и делать все сразу, «на лету», так, чтобы всё выходило чисто, без труда.— Марлен Шпиндлер на сайте галереи Нади Брыкиной
Бескомпромиссное стремление к свободе и справедливости в несвободном поздне-советском обществе обернулось для художника тяжким бременем: в общей сложности почти 15 лет он провёл в лагерях и ссылках.
В 1996 году Марлен Шпиндлер удостоен персональной выставки в одном из самых престижных выставочных залов страны — Государственной Третьяковской галерее.
Работы мастера хранятся в ГТГ, Государственном Русском музее в Санкт-Петербурге, в музеях, галереях и частных собраниях в России, Европы и Америки.

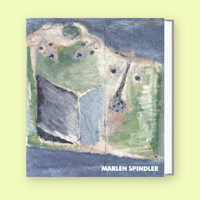
Марлен Шпиндлер. Каталог и CV : Надя Брыкина, Урс Хенер / Nadja Brykina, Urs Häner. 2005

## Видео
- «Марлен Шпиндлер». Художник о своём творческом методе, 1993 (4 мин. 40 сек.)
- «Марлен Шпиндлер». Документальный фильм Андрея Кравчука 1999 года (23 мин.) на портале ВКонтакте.
- Этот же фильм А. Кравчука на YouTube.

## Изображения в сети

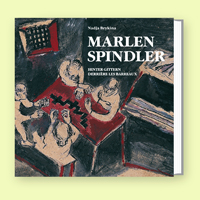
Марлен Шпиндлер. Том II — За решёткой (автор и ред: Надя Брыкина. 2009)

- Портрет, 1959. Бумага, темпера 73 × 102 см
- Ранняя пейзажная работа Марлена Шпиндлера Московская окраина, 1962. Холст, масло. 70 × 101 см, на сайте ARTinvestment.RU.
- Двое, 1963. Холст, масло. 103 × 87 см
- Композиция. Три фигуры, 1967. Бумага, темпера 73,5 × 102 см
- Композиция, 1970. Мешковина, темпера 99 × 113 см
- Утро туманное, 1975. Мешковина, темпера. 79 × 98 см
- Без названия, 1976. Холст, темпера 105 × 134 см
- Тюрьма в Вологде. Домино за красным столом в камере № 118, 1977. Бумага, гуашь 45 × 33.5 см
- Композиция, 1978. Холст, темпера 80 × 128 см
- Розовая композиция. 1980. Мешковина, темпера. 136 × 104 см
- Пейзаж, 1983. Картон, темпера 58 × 71 см
- Без названия, 1985. Мешковина, темпера 96 × 99 см
- Тюремная зона. Сегодня день рождения Сергея Есенина. 3 октября 1987. Бумага, гуашь 75 × 105 см
- Пейзаж. Тутаев, 1990, Холст, масло 50 × 75 см

## Примечания

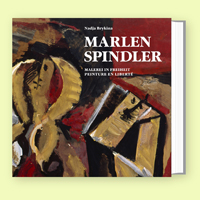
Марлен Шпиндлер. Том III — Живопись на свободе (автор и ред: Надя Брыкина. 2009)